# Рыхлик, Евгений Антонович
Евгений Антонович Рыхлик (1888—1937) — чешский учёный-славист, этнограф, краевед, педагог и общественный деятель.

## Биография
Родился 16 (28) ноября 1888 года в селе Ольшанка Чудновской волости Житомирского уезда Волынской губернии, основанном и населенном  чешскими переселенцами в 1871 году.
Начальное образование получил в одноклассном «народном» училище. Когда ему исполнилось 12 лет, родители отвезли его к родственникам в Австро-Венгрию,, где он три года учился в реальной школе в Праге. После возвращения в Киев, продолжил учебу в Пятой Киево-Печерской гимназии, которую в 1909 году окончил с золотой медалью.
С 1909 по 1913 год был студентом славяно-русского отделения историко-филологического факультета Киевского университета; занимался у профессора Владимира Николаевича Перетца, посещал его «Семинарию русской филологии». Студенческая работа Рыхлика в 1912 году была отмечена золотой медалью. За время учёбы, в 1910 и 1913 годах слушал лекции в Берлинском университете.
С 1913 по 1917 год преподавал русский язык, грамматику и педагогику в Киево-Подольской женской гимназии.
С 1914 года был оставлен стипендиатом при Киевском университете для подготовки к профессорскому званию по кафедре славянской филологии. Одновременно, начал преподавать в частных гимназиях Екатерины Степановны Евсеевой, Варвары Александровны Жеребцовой. Также преподавал на Киевских вечерних Высших женских курсах «Первого Киевского общества профессоров и преподавателей», учреждённых Аделаидой Владимировной Жекулиной, где были прочитаны следующие курсы: в 1913 – «Сербохорватский язык»; в 1914 – «Сербохорватская литература» и «Чешский язык»; в 1915 – «Чешская литература»; в 1916 – «Болгарская литература»; в 1917 – «Польский язык» и «Польская литература»; в 1918 году — «Сербохорватская литература», с практическими занятиями по сербохорватскому языку.
В 1917 году стал членом-учредителем историко-литературного общества при Киевском университете. После сдачи магистерского экзамена и прочтения пробных лекций 8 ноября 1917 года был избран приват-доцентом Киевского университета по кафедре славянской филологии; историко-филологическим факультетом ему было поручено чтение обязательного курса «Польский романтизм».
В конце 1917 года был приглашён занять кафедру славянской филологии историко-филологического факультета Самарского Педагогического института, где в начале 1918 года был избран экстраординарным профессором и в сентября был избран секретарём историко-филологического факультета Самарского университета (педагогический институт был преобразован в университет приказом «КОМУЧ» по ведомству «народного» просвещения № 216 от 10.08.1918). После изгнания из Самары белогвардейских войск, в марте 1919 года был командирован в Киев «для научных занятий по своей специальности и для провоза собственной библиотеки» и 30 августа того же года подал из Киева в Самарский университет заявление об увольнении по «семейным обстоятельствам». Возобновил научно-преподавательскую деятельность в Киевском университете.
С 1920 года работал в Этнографической комиссии Всеукраинской академии наук (ВУАН), где изучал жизнь и быт национальных меньшинств Украины. Принимал активное участие в общественной жизни, выступил на конференции (съезде) чехословаков Волыни, которая состоялась в Житомире, с докладом, в котором призвал своих земляков заботиться о дальнейшем развитии родного языка, культуры, развивать и приумножать традиции.
В 1923 году из-за тяжелой болезни был вынужден оставить работу в Киеве и переехать к родителям в Малиновку на лечение; работал директором школы, давал частные уроки чешского языка.
В ноябре 1925 года стал профессором кафедры Нежинского института народного образования. Выступил одним из инициаторов открытия в Нежине вечернего рабочего университета и в 1927—1929 годы был в нём деканом, руководил семинаром изучения культуры национальных меньшинств. В 1927—1929 годах был заместителем председателя бюро Нежинского научного общества краеведов.
В годы работы в Нежине, работал над диссертацией «Украинские мотивы в польской литературе XIX века», опубликовал ряд научных исследований («Из новой литературы о польско-украинской школе»(1927); «О некоторых польских переводах украинских народных дум»(1929); «Украинский мотивы в поэзии Юлия Словацкого»(1928-1929). В 1929 году вышла книга Е. Рихлика «Научно-исследовательская работа среди нацменов Советской Украины», через год — «Ольбрахт и рабочее движение Чехословакии».
По сфабрикованному в НКВД делу о «чешской шпионской организации» 14 декабря 1930 года был арестован и во внесудебном порядке Коллегией ОГПУ СССР по ст. 54 п. 6 УК УССР был приговорён 13 июля 1931 года к 10 годам заключения в ИТЛ. Места заключения: 1 станция Соколинская Омско-Алтайской железной дороги, штаб Верхне-Обского отделения Сиблага ОГПУ; Западно-Сибирский край. В 1937 году умер. Посмертно реабилитирован, уголовное дело отменено за отсутствием состава преступления.